# 中西肇
中西 肇（なかにし はじめ、1953年 <昭和28年> 9月27日  - ）は、日本の地方公務員。愛知県総務部長、愛知県副知事を経て名古屋競馬代表取締役社長。瑞宝中綬章受章。

## 人物・経歴
愛知県入庁、2010年 (平成22年) 4月 小川悦雄の後任として知事政策局長、2012年4月 野村道朗の後任として総務部長、2014年4月 やはり小川の後任として愛知県副知事。2016年9月 2026年 アジア競技大会を愛知県と名古屋市で開催する誘致に成功し「感動している。大会を成功に導き、アジアの交流を深める有意義な大会にしたい」と語った。2018年3月  加藤慎也を後任として副知事退任。同年6月 名古屋競馬代表取締役社長に就任。

## 栄典
- 令和5年秋の叙勲で瑞宝中綬章を受章[7]